# Hall-Kliff
Das Hall-Kliff ist ein 1,5 km langes Kliff aus Sandstein auf der Ostseite westantarktischen Alexander-I.-Insel. Es ragt 1,5 km westlich der Citadel Bastion an der Südflanke des Saturn-Gletschers auf.
Teilnehmer der US-amerikanischen Ronne Antarctic Research Expedition (1947–1948) kartierten das Kliff mittels Trimetrogon-Luftaufnahmen. Der Falkland Islands Dependencies Survey nahm zwischen 1948 und 1950 Vermessungen vor. Das UK Antarctic Place-Names Committee benannte es 1974 nach dem US-amerikanischen Astronomen Asaph Hall (1829–1907), dem Entdecker der beiden Marsmonde Phobos und Deimos.